# Dermott Dunlop
Dermott Dunlop, britanski general, * 1898, † 1980.